# جورج ويليامسون هال
جورج ويليامسون هال (بالإنجليزية: George Williamson Hall)‏ هو سياسي نيوزلندي، ولد في 7 سبتمبر 1818، وتوفي في 27 فبراير 1896. انتخب عضو مجلس النواب النيوزيلندي.